# Marjorie Reynolds
Marjorie Reynolds (n. Goodspeed, n. 12 august 1917, Buhl⁠(d), Idaho, SUA – d. 1 februarie 1997, Manhattan Beach⁠(d), California, SUA) a fost o actriță de film și televiziune și dansatoare americană. A apărut în peste 50 de filme, inclusiv în muzicalul Hanul melodiilor (Holiday Inn) din 1942.

## Filmografie
| An   | Titlu                         | Rol                                          | Regizor              | Producător                       | Studio/Distributor                                           | Distribuție                                                                   | Ref.   |
| ---- | ----------------------------- | -------------------------------------------- | -------------------- | -------------------------------- | ------------------------------------------------------------ | ----------------------------------------------------------------------------- | ------ |
| 1923 | The Broken Wing               | Child (nemenționată)                         | Tom Forman           | B. P. Shulberg Productions       | Al Lichtman, Preferred Pictures, Exclusivité Equitable Films | Kenneth Harlan, Miriam Cooper                                                 | [ 5 ]  |
| 1923 | Scaramouche                   | Bit part (nemenționată)                      | Rex Ingram           | Rex Ingram                       | Metro-Goldwyn-Mayer                                          | Ramon Novarro, Alice Terry, Lewis Stone                                       | [ 5 ]  |
| 1923 | Trilby                        | Waif (nemenționată)                          | James Young          | Richard Walton Tully             | Associated First National Pictures                           | Andrée Lafayette, Creighton Hale                                              |        |
| 1924 | Revelation                    | Child (nemenționată)                         | George D. Baker      |                                  | Metro-Goldwyn-Mayer                                          | Viola Dana, Monte Blue, Lew Cody                                              | [ 5 ]  |
| 1933 | Wine, Women and Song          | Marilyn Arnette (credited as Marjorie Moore) | Herbert Brenon       | I. E. Chadwick                   | State Rights                                                 | Lilyan Tashman, Lew Cody                                                      | [ 6 ]  |
| 1933 | College Humor                 | (nemenționată)                               | Wesley Ruggles       | William LeBaron                  |                                                              | Bing Crosby, Jack Oakie, Richard Arlen, Mary Carlisle                         | [ 5 ]  |
| 1935 | Collegiate                    | (nemenționată)                               | Ralph Murphy         | Adolph Zukor                     | Paramount Pictures                                           | Jack Oakie                                                                    | [ 7 ]  |
| 1936 | The Big Broadcast of 1937     | (nemenționată)                               | Mitchell Leisen      | Adolph Zukor                     | Paramount Pictures                                           | Jack Benny                                                                    |        |
| 1936 | Three Cheers for Love         | (nemenționată)                               | Ray McCarey          | Adolph Zukor                     | Paramount Pictures                                           | Robert Cummings, Eleanore Whitney                                             |        |
| 1936 | College Holiday               | Student (nemenționată)                       | Frank Tuttle         | William LeBaron, Harlan Thompson | Paramount                                                    | Jack Benny, George Burns, Gracie Allen, Martha Raye                           | [ 8 ]  |
| 1936 | Dancing Pirate                | (nemenționată)                               | Lloyd Corrigan       | Merian C. Cooper                 | RKO Pictures                                                 | Rita Hayworth, Frank Morgan, Charles Collins                                  |        |
| 1937 | Murder in Greenwich Village   | Molly Murphy                                 | Albert S. Rogell     | Irving Briskin                   | Columbia Pictures                                            | Richard Arlen, Fay Wray                                                       | [ 9 ]  |
| 1937 | Tex Rides with the Boy Scouts | Norma Willis                                 | Ray Taylor           | Edward L. Alperson               | Grand National Films Inc.                                    | Tex Ritter, Philip Ahn                                                        | [ 10 ] |
| 1938 | Western Trails                | Alice                                        | George Waggner       | Paul Malvern                     | Universal Pictures                                           | Bob Baker                                                                     | [ 11 ] |
| 1938 | Delinquent Parents            | Edythe Ellis as a young woman                | Nick Grinde          | Ben N. Judell                    | State Rights                                                 | Doris Weston                                                                  | [ 12 ] |
| 1938 | Rebellious Daughters          | Claire                                       | Jean Yarbrough       | Ben N. Judell                    | State Rights                                                 | Verna Hillie                                                                  | [ 13 ] |
| 1938 | Six Shootin' Sheriff          | Molly Morgan                                 | Harry L. Fraser      | Max Alexander                    | Grand National Films Inc.                                    | Ken Maynard                                                                   | [ 14 ] |
| 1938 | The Overland Express          | Jean Greeley                                 | Drew Eberson         | L. G. Leonard                    | Columbia Pictures                                            | Buck Jones                                                                    | [ 15 ] |
| 1938 | Black Bandit                  | Jane Allen                                   | George Waggner       | Trem Carr                        | Universal Pictures                                           | Bob Baker                                                                     | [ 16 ] |
| 1938 | Guilty Trails                 | Jackie                                       | George Waggner       | Trem Carr                        | Universal Pictures                                           | Bob Baker                                                                     | [ 17 ] |
| 1938 | Man's Country                 | Madge Crane                                  | Robert Hill          | Robert Tansey                    | Monogram Pictures                                            | Jack Randall                                                                  | [ 18 ] |
| 1939 | Gone with the Wind            | (nemenționată)                               | Victor Fleming       | David O. Selznick                | Metro-Goldwyn-Mayer                                          | Vivien Leigh                                                                  | [ 19 ] |
| 1939 | Mr. Wong in Chinatown         | Bobby Logan                                  | William Nigh         | William T. Lackey                | Monogram Pictures                                            | Boris Karloff, Grant Withers                                                  | [ 20 ] |
| 1939 | Streets of New York           | Anne Carroll                                 | William Nigh         | Scott R. Dunlap                  | Monagram Pictures                                            | Jackie Cooper                                                                 | [ 21 ] |
| 1939 | Sky Patrol                    | Betty Lou Barnes                             | Howard Bretherton    | Paul Malvern                     | Monogram Pictures                                            | Jackie Coogan, Milburn Stone, Jason Robards Sr.                               | [ 22 ] |
| 1939 | Racketeers of the Range       | Helen Lewis                                  | D. Ross Lederman     | Bert Gilroy                      | RKO Radio Pictures                                           | George O'Brien, Chill Wills                                                   | [ 23 ] |
| 1939 | Danger Flight                 | Betty Lou                                    | Howard Bretherton    | Paul Malvern                     | Monogram Pictures                                            | Milburn Stone, Jacon Robards Sr.                                              | [ 24 ] |
| 1939 | Mystery Plane                 | Betty Lou                                    | George Waggner       | Paul Malvern                     | Monogram Pictures                                            | Milburn Stone, Jason Robards Sr.                                              | [ 25 ] |
| 1939 | Stunt Pilot                   | Betty Lou                                    | George Waggner       | Paul Malvern                     | Monogram Pictures                                            | Milburn Stone, Jason Robards Sr.                                              | [ 26 ] |
| 1939 | The Phantom Stage             | Mary                                         | George Waggner       | Trem Carr                        | Universal Pictures                                           | Bob Baker                                                                     | [ 27 ] |
| 1939 | Timber Stampede               | Anne Carr                                    | David Howard         | Bert Gilroy                      | RKO Radio Pictures                                           | Chill Wills                                                                   | [ 28 ] |
| 1940 | The Fatal Hour                | Bobby Logan                                  | William Nigh         | William T. Lackey                | Monogram Pictures                                            | Boris Karloff, Grant Withers                                                  | [ 29 ] |
| 1940 | Doomed to Die                 | Bobby Logan                                  | William Nigh         | William T. Lackey                | Monogram Pictures                                            | Boris Karloff, Grant Withers                                                  | [ 30 ] |
| 1940 | Midnight Limited              | Joan Marshall                                | Howard Bretherton    | T. R. Williams                   | Monogram Pictures                                            | John 'Dusty' King                                                             | [ 31 ] |
| 1940 | Chasing Trouble               | Susie                                        | Howard Bretherton    | Grant Withers                    | Monogram Pictures                                            | Frankie Darro, Mantan Moreland , Milburn Stone                                | [ 32 ] |
| 1940 | Up in the Air                 | Anne Mason                                   | Howard Bretherton    | Lindsley Parsons                 | Monogram Pictures                                            | Frankie Darro, Mantan Moreland                                                | [ 33 ] |
| 1940 | Enemy Agent                   | Peggy O'Reilly                               | Lew Landers          | Ben Pivar                        | Universal Pictures                                           | Richard Cromwell, Helen Vinson, Robert Armstrong                              | [ 34 ] |
| 1941 | Cyclone on Horseback          | Mary Corbin                                  | Edward Killy         | Bert Gilroy                      | RKO Radio Pictures                                           | Tim Holt                                                                      | [ 35 ] |
| 1941 | Dude Cowboy                   | Barbara Adams                                | David Howard         | Bert Gilroy                      | RKO Radio Pictures                                           | Tim Holt                                                                      | [ 36 ] |
| 1941 | The Great Swindle             | Margaret Swann                               | Lewis D. Collins     | Larry Darmour                    | Columbia Pictures                                            | Jack Holt                                                                     | [ 37 ] |
| 1941 | Robin Hood of the Pecos       | Jeanie Grayson                               | Joseph Kane          | Joseph Kane                      | Republic Pictures                                            | Roy Rogers, George "Gabby" Hayes                                              | [ 38 ] |
| 1941 | Secret Evidence               | Linda Wilson                                 | William Nigh         | E.B. Derr                        | Producers Releasing Corporation                              | Charles Quigley                                                               | [ 39 ] |
| 1941 | Tillie the Toiler             | Bubbles                                      | Sidney Salkow        | Robert Sparks                    | Columbia Pictures                                            | William Tracy, Sylvia Field                                                   | [ 40 ] |
| 1941 | Top Sergeant Mulligan         | Gail Nash                                    | Jean Yarbrough       | Lindsley Parsons                 | Monogram Pictures                                            | Nat Pendleton, Carol Hughes, Sterling Holloway                                | [ 41 ] |
| 1941 | Law of the Timber             | Perry Lorimar                                | Bernard B. Ray       | Bernard B. Ray                   | Producers Releasing Corporation                              | Monte Blue, J. Farrell MacDonald                                              | [ 42 ] |
| 1942 | Holiday Inn                   | Linda Mason                                  | Mark Sandrich        | Mark Sandrich                    | Paramount Pictures                                           | Bing Crosby, Fred Astaire, Virginia Dale                                      | [ 43 ] |
| 1943 | Dixie                         | Jean Mason                                   | A. Edward Sutherland | Paul Jones                       | Paramount Pictures                                           | Bing Crosby, Dorothy Lamour, Billy De Wolfe, Clara Blandick, Eddie Foy, Jr.   | [ 44 ] |
| 1943 | Star Spangled Rhythm          | Herself                                      | George Marshall      | Joseph Sistrom                   | Paramount Pictures                                           | Bing Crosby, Bob Hope, Eddie "Rochester" Anderson, Mary Martin, Veronica Lake | [ 45 ] |
| 1944 | Ministry of Fear              | Carla Hilfe                                  | Fritz Lang           | Buddy G. DeSylva                 | Paramount Pictures                                           | Ray Milland, Carl Esmond, Hillary Brooke                                      | [ 46 ] |
| 1944 | 3 Is a Family                 | Kitty Mitchell                               | Edward Ludwig        | Sol Lesser                       | United Artists                                               | Charles Ruggles, Fay Bainter, Hattie McDaniel, Arthur Lake                    | [ 47 ] |
| 1944 | Up in Mabel's Room            | Geraldine Ainsworth                          | Allan Dwan           | Edward Small                     | United Artists                                               | Charlotte Greenwood, Gail Patrick, Dennis O'Keefe                             | [ 48 ] |
| 1945 | Bring on the Girls            | Sue Thomas                                   | Sidney Lanfield      | Fred Kohlmar                     | Paramount Pictures                                           | Eddie Bracken, Veronica Lake                                                  | [ 49 ] |
| 1945 | Duffy's Tavern                | Peggy O'Malley                               | Hal Walker           | Danny Dare                       | Paramount Pictures                                           | Bing Crosby                                                                   | [ 50 ] |
| 1946 | Meet Me on Broadway           | Ann Stallings                                | Leigh Jacon          | Burt Kelly                       | Columbia Pictures                                            | Fred Brady                                                                    | [ 51 ] |
| 1946 | Monsieur Beaucaire            | Princess Maria of Spain                      | George Marshall      | Paul Jones                       | Paramount Pictures                                           | Bob Hope                                                                      | [ 52 ] |
| 1946 | The Time of Their Lives       | Melody Allen                                 | Charles Barton       | Val Burton                       | Universal Pictures                                           | Bud Abbott, Lou Costello, Gale Sondergaard                                    | [ 53 ] |
| 1947 | Heaven Only Knows             | Ginger                                       | Albert S. Rogell     | Seymour Nebenzal                 | United Artists                                               | Robert Cummings, Brian Donlevy                                                | [ 54 ] |
| 1949 | Bad Men of Tombstone          | Julie                                        | Kurt Neumann         | Maurice King                     | King Brothers Productions                                    | Barry Sullivan, Broderick Crawford                                            | [ 55 ] |
| 1949 | That Midnight Kiss            | Mary                                         | Norman Taurog        | Joe Pasternak                    | Metro-Goldwyn-Mayer                                          | Mario Lanza, Kathryn Grayson                                                  | [ 56 ] |
| 1950 | Customs Agent                 | Lucille Gerrard                              | Seymour Friedman     | Rudolph Flothow                  | Columbia Pictures                                            | Benson Fong, William Eythe                                                    | [ 57 ] |
| 1950 | The Great Jewel Robber        | Martha Rollins                               | Peter Godfrey        | Bryan Foy                        | Warner Bros.                                                 | John Archer, David Brian                                                      | [ 58 ] |
| 1950 | Rookie Fireman                | Margie Williams                              | Seymour Friedman     | Milton Feldman                   | Columbia Pictures                                            | Bill Williams, Barton MacLane                                                 | [ 59 ] |
| 1951 | His Kind of Woman             | Helen Cardigan                               | John Farrow          | Robert Sparks                    | RKO Pictures                                                 | Robert Mitchum, Jane Russell, Vincent Price                                   | [ 60 ] |
| 1951 | Home Town Story               | Janice Hunt                                  | Arthur Pierson       | Arthur Pierson                   | Metro-Goldwyn-Mayer                                          | Jeffrey Lynn, Donald Crisp, Alan Hale, Jr.                                    | [ 61 ] |
| 1952 | Models Inc.                   | Peggy Howard                                 | Reginald Le Borg     | Jack Dietz                       | Mutual Pictures Corporation                                  | Howard Duff, Coleen Gray                                                      | [ 62 ] |
| 1952 | No Holds Barred               | Rhonda Nelson                                | William Beaudine     | Jerry Thomas                     | Monogram Pictures]                                           | Leo Gorcey, Huntz Hall, David Gorcey, Bernard Gorcey                          | [ 63 ] |
| 1956 | Mobs, Inc.                    | Mary Hale Browne (archive footage)           | William Asher        |                                  |                                                              | Reed Hadley                                                                   | [ 64 ] |
| 1959 | Juke Box Rhythm               | Martha Manton                                | Arthur Dreifuss      | Sam Katzman                      | Columbia Pictures                                            | Jo Morrow, Jack Jones, Brian Donlevy                                          | [ 65 ] |
| 1962 | The Silent Witness            | Mary                                         | Ken Kennedy          | Ken Kennedy                      | Emerson Film Enterprises Inc.                                | George Kennedy                                                                | [ 66 ] |

### Televiziune
| An        | Titlu                        | Rol               | Episod                          | Ref.   |
| --------- | ---------------------------- | ----------------- | ------------------------------- | ------ |
| 1949      | Hands of Mystery             |                   | Secret Life of a Killer         |        |
| 1951      | The Bigelow Theatre          |                   | A Case of Marriage              | [ 5 ]  |
| 1951      | Hollywood Theatre Time       | Sally Sanders     | The Spectre                     | [ 67 ] |
| 1951      | Racket Squad                 |                   | The Fabulous Mr. James          |        |
| 1951      | Gruen Guild Theater          |                   | The Luckiest Guy in the World   | [ 5 ]  |
| 1951      | Gruen Guild Theater          |                   | Peril in the House              |        |
| 1952      | The Unexpected               | The Blonde        | The Slide Rule Blonde           |        |
| 1953      | The Abbott and Costello Show | Nurse             | Peace and Quiet                 | [ 68 ] |
| 1955      | The Millionaire              | Louise Malcolm    | The Fred Malcolm Story          |        |
| 1953-1958 | The Life of Riley            | Peg Riley         | 76 de episoade                  | [ 5 ]  |
| 1960      | The Millionaire              | Barbara's Mother  | Millionaire Dixon Cooper        |        |
| 1960      | Shirley Temple's Storybook   | Betty             | Emmy Lou                        |        |
| 1960      | Leave It to Beaver           | Mrs. Murdock      | Chuckie's New Shoes             |        |
| 1961      | Whispering Smith             | Baby Doll Harris  | The Idol                        |        |
| 1961      | Surfside 6                   | Mrs. Phelps       | Little Star Lost                |        |
| 1962      | Tales of Wells Fargo         | Helen Mapes       | Don't Wake a Tiger              |        |
| 1962      | Alcoa Premiere               | Eleanor           | The Cake Baker                  | [ 5 ]  |
| 1962      | Leave It to Beaver           | Mrs. Murdock      | Beaver the Babysitter           |        |
| 1962      | Our Man Higgins              | Dodie Bannister   | The Three Faces of Higgins      |        |
| 1963      | Laramie                      | Mrs. Sherman      | The Last Battleground           | [ 69 ] |
| 1963      | Leave It to Beaver           | Mildred Gregory   | The All-Night Party             |        |
| 1963      | Wide Country                 | Katy Blaufus      | The Quest for Jacob Blaufus     |        |
| 1963      | Our Man Higgins              | Dodie Bannister   | Black Thursday                  |        |
| 1963      | Our Man Higgins              | Dodie Bannister   | The Milkman Cometh              |        |
| 1969      | The Good Guys                | Annie Butterworth | Love Comes to Annie Butterworth |        |
| 1978      | Pearl                        | Nurse #3          |                                 | [ 70 ] |